# Czarcikęsik Kluka
Czarcikęsik Kluka (Succisella inflexa (Kluk) Beck) – gatunek rośliny z rodziny przewiertniowatych (Caprifoliaceae).

## Rozmieszczenie geograficzne
Występuje w Europie Środkowej (na południu od Włoch, Albanii, Rumunii i Ukrainy po Czechy, Polskę i Białoruś na północy) oraz na Kaukazie. W Polsce rośnie we wschodniej części kraju. Najwięcej stanowisk znajduje się we wschodniej części województwa mazowieckiego, w podlaskim i lubelskim. Poza tym obszarem ma bardzo rozproszone, pojedyncze stanowiska.

## Morfologia

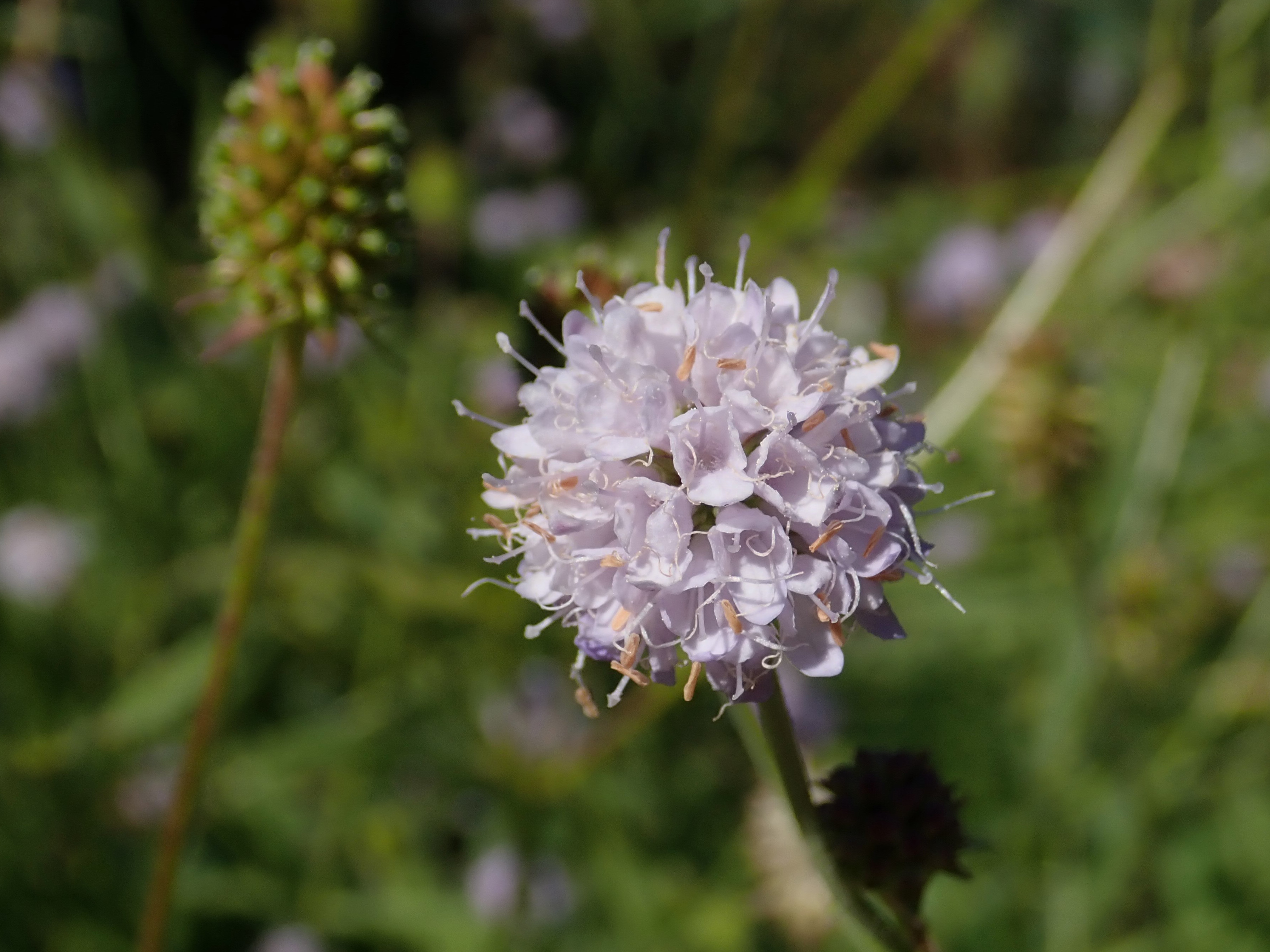
Kwiatostan

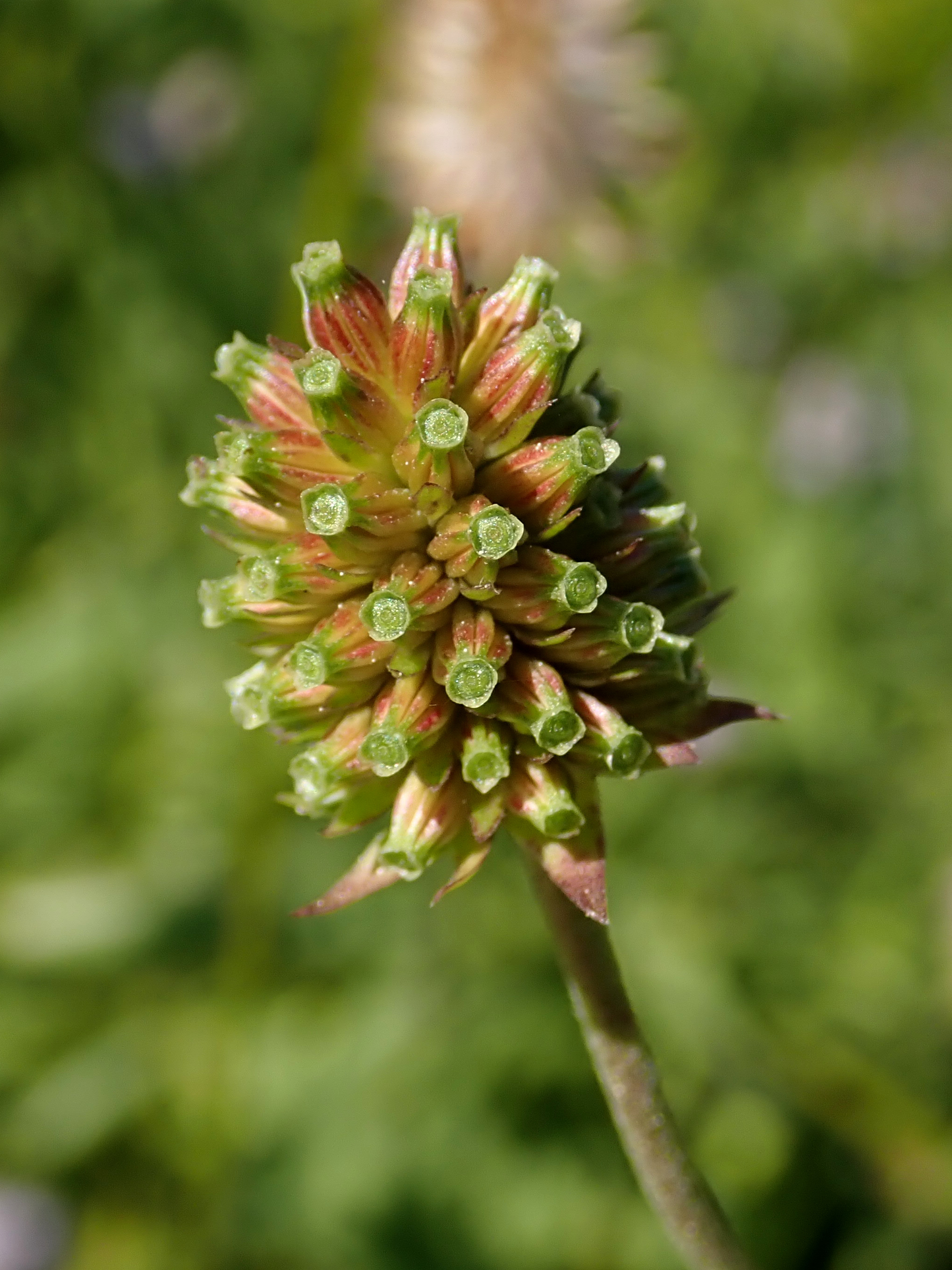
Owoce

ŁodygaDo 100 cm wysokości.
LiścieU pędów płonnych całobrzegie, odwrotnie jajowato podługowate. Liście łodygowe węższe.
KwiatyFioletoworóżowe, zebrane w główki. Kieliszek błonkowaty, płaski, bez ości.
OwoceGruszkowate, żebrowane, nagie i bez szczecinek owoce pozorne (niełupki zrośnięte z kielichem i kieliszkiem). Na szczycie z niskim rąbkiem tworzonym przez ząbki kieliszka.
Gatunek podobnyCzarcikęs łąkowy Succisa pratensis różni się owłosionym kieliszkiem i owocami oraz wieńczącymi kielich (i owoce) czarniawymi szczecinami.

## Biologia i ekologia
Bylina. Rośnie na podmokłych łąkach i w rowach odwadniających. Kwitnie od lipca do września. Liczba chromosomów 2n=20.    

## Zagrożenia i ochrona
Roślina objęta w Polsce ścisłą ochroną gatunkową.
Kategorie zagrożenia gatunku:
- Kategoria zagrożenia w Polsce według Czerwonej listy roślin i grzybów Polski (2006)[7]: V (narażony na wyginięcie); 2016: NT (bliski zagrożenia)[8].
- Kategoria zagrożenia w Polsce według Polskiej czerwonej księgi roślin (2001, 2014): VU (narażony)[9].